# I liga brazylijska w piłce nożnej (2001)
Brazylia 2001
Mistrzem Brazylii został klub Athletico Paranaense, natomiast wicemistrzem Brazylii - klub São Caetano.
Do Copa Libertadores w roku 2002 zakwalifikowały się następujące kluby:
- Athletico Paranaense (mistrz Brazylii)
- São Caetano (wicemistrz Brazylii)
- Grêmio Porto Alegre (zdobywca Copa do Brasil)
- CR Flamengo

Do Copa Sudamericana w roku 2002 zakwalifikowały się następujące kluby:
- żaden z klubów brazylijskich nie wziął udziału w pierwszej edycji Copa Sudamericana

Cztery ostatnie w tabeli kluby spadły do drugiej ligi (Campeonato Brasileiro Série B):
- Santa Cruz FC
- Botafogo Ribeirão Preto
- América Mineiro
- Sport Recife

Na miejsce spadkowiczów awansowały dwa najlepsze kluby drugiej ligi:
- Paysandu SC (mistrz II ligi)
- Figueirense FC (wicemistrz II ligi)

Pierwsza liga zmniejszona została z 28 do 26 klubów.

## Campeonato Brasileiro Série A - sezon 2001

### Kolejka 1
| Data            | Mecz                                                                                                |
| --------------- | --------------------------------------------------------------------------------------------------- |
| 1 sierpnia 2001 | Guarani FC - SE Palmeiras 1:3 Fernando Fumagalli 85 - Javier Arce 14, Tuta 53, Lopes 73             |
| 1 sierpnia 2001 | Botafogo FR - América Mineiro 1:1 Rodrigo Almeida 60 - Michael 43                                   |
| 1 sierpnia 2001 | Portuguesa - Goiás EC 0:1 Gauchinho 22                                                              |
| 1 sierpnia 2001 | CR Flamengo - AA Ponte Preta 0:0                                                                    |
| 1 sierpnia 2001 | Corinthians Paulista - EC Vitória 2:0 Ricardinho 13, Paulo Nunes 57                                 |
| 1 sierpnia 2001 | Paraná Clube - Cruzeiro EC 1:0 Lúcio Flávio 81                                                      |
| 1 sierpnia 2001 | SC Internacional - EC Juventude 0:2 Edinho 33, Fernando 50                                          |
| 1 sierpnia 2001 | Sport Recife - Fluminense FC 1:1 Júnior Amorim 27 - Magno Alves 83                                  |
| 1 sierpnia 2001 | EC Bahia - São Caetano 5:0 Nonato 8, 60, Marcos Vinícius 21, 79, Alex Alves 86                      |
| 1 sierpnia 2001 | Botafogo Ribeirão Preto - São Paulo 2:2 Mateus 22, Marcos Denner 67 - Belletti 38, Júlio Batista 77 |
| 1 sierpnia 2001 | SE Gama - CR Vasco da Gama 0:0                                                                      |
| 1 sierpnia 2001 | Atlético Mineiro - Coritiba FBC 1:1 Ronildo 52 - Edmílson 22                                        |
| 2 sierpnia 2001 | Santos FC - Santa Cruz FC 1:1 Weldon 75 - Luizinho Vieira 84                                        |
| 2 sierpnia 2001 | Athletico Paranaense - Grêmio Porto Alegre 2:0 Kléber 4, Kléberson 58                               |

### Kolejka 2
| Data            | Mecz |
| --------------- | --- |
| 4 sierpnia 2001 | SE Palmeiras - EC Bahia 2:1 Darío Muńoz 22, Lopes 24 - Preto 54                                                                 |
| 4 sierpnia 2001 | Fluminense FC - Botafogo Ribeirão Preto 2:0 Jorginho 65, Agnaldo 90+2                                                           |
| 4 sierpnia 2001 | América Mineiro - Portuguesa 0:0                                                                                                |
| 4 sierpnia 2001 | EC Juventude - Atlético Mineiro 1:4 Fernando 84k - Kim 13, Marques 47, 77, Álvaro 71                                            |
| 5 sierpnia 2001 | AA Ponte Preta - Corinthians Paulista 2:2 Rodrigo Costa 12, Marquinhos 53 - Paulo Nunes 17, Gil 43                              |
| 5 sierpnia 2001 | CR Vasco da Gama - Guarani FC 7:1 Juninho Paulista 13, Romário 16k, 19, 27, 36k, Jorginho 51, Botti 80 - Fernando Fumagalli 63k |
| 5 sierpnia 2001 | São Paulo - SE Gama 0:0 |
| 5 sierpnia 2001 | Cruzeiro EC - Athletico Paranaense 1:2 Edmundo 11 - Nem 8, Alex Mineiro 45+1                                                    |
| 5 sierpnia 2001 | Coritiba FBC - SC Internacional 3:2 Edmílson 30, Evair 38k, Messias 81 - Luís Cláudio 7, Jackson 36                             |
| 5 sierpnia 2001 | Grêmio Porto Alegre - Paraná Clube 2:1 Luiz Mário 29, Rodrigo Mendes 77 - Lúcio Flávio 21                                       |
| 5 sierpnia 2001 | Santa Cruz FC - Botafogo FR 0:4 Rodrigo Almeida 3, 50, Cláudio 51, 82                                                           |
| 5 sierpnia 2001 | EC Vitória - Santos FC 1:1 Marcos 56 - Robert 4                                                                                 |
| 5 sierpnia 2001 | São Caetano - Sport Recife 2:0 Magrăo 41, Wágner 52                                                                             |
| 5 sierpnia 2001 | Goiás EC - CR Flamengo 2:0 Gauchinho 22, Índio 50                                                                               |

### Kolejka 3
| Data            | Mecz |
| --------------- | --- |
| 8 sierpnia 2001 | EC Juventude - SE Palmeiras 0:0                                                                                              |
| 8 sierpnia 2001 | Coritiba FBC - CR Vasco da Gama 1:0 Diego Rincón 84                                                                          |
| 8 sierpnia 2001 | EC Vitória - São Paulo 2:1 Allann Delon 25, Dudu 31 - Kaká 90+2                                                              |
| 8 sierpnia 2001 | Corinthians Paulista - Botafogo Ribeirão Preto 3:2 Paulo Nunes 39, Deivid 67, Ricardinho 87k - Marcos Denner 43, Anderson 50 |
| 8 sierpnia 2001 | Cruzeiro EC - AA Ponte Preta 0:0                                                                                             |
| 8 sierpnia 2001 | Grêmio Porto Alegre - Goiás EC 0:0                                                                                           |
| 8 sierpnia 2001 | Santa Cruz FC - SC Internacional 1:2 Luizinho Vieira 27 - Carlinhos 72, Luís Cláudio 82                                      |
| 8 sierpnia 2001 | CR Flamengo - Paraná Clube 0:1 Lúcio Flávio 71                                                                               |
| 8 sierpnia 2001 | SE Gama - Santos FC 1:1 Lindomar 54 - Renato 11                                                                              |
| 8 sierpnia 2001 | São Caetano - Athletico Paranaense 0:0                                                                                       |
| 9 sierpnia 2001 | Botafogo FR - EC Bahia 3:2 Rodrigo Almeida 11, 55, Taílson 68 - Preto 44, Nonato 62                                          |
| 9 sierpnia 2001 | Guarani FC - Fluminense FC 1:1 Fernando Fumagalli 65k - Roger Flores 31                                                      |
| 9 sierpnia 2001 | Portuguesa - Sport Recife 2:1 Sílvio Criciúma 10, Ricardo Oliveira 69 - Audrovani 18                                         |
| 9 sierpnia 2001 | América Mineiro - Atlético Mineiro 0:1 Marques 37                                                                            |

### Kolejka 4
| Data             | Mecz                                                                                              |
| ---------------- | ------------------------------------------------------------------------------------------------- |
| 11 sierpnia 2001 | CR Vasco da Gama - EC Juventude 1:1 Dedé 67 - William 83s                                         |
| 11 sierpnia 2001 | São Paulo - Santa Cruz FC 3:1 Kaká 5, Júlio Baptista 70, França 84 - Andreoli 77                  |
| 11 sierpnia 2001 | Athletico Paranaense - CR Flamengo 4:0 Gustavo 1, Alex Mineiro 37, Kléber 66, Rodrigo 84          |
| 11 sierpnia 2001 | Botafogo Ribeirão Preto - Cruzeiro EC 1:4 Alan 41 - Ricardinho 13, Oséas 35, Neném 56, Edmundo 84 |
| 12 sierpnia 2001 | Paraná Clube - Corinthians Paulista 3:1 Lúcio Flávio 15, Márcio 27, Marquinhos 76s - Fabinho 42   |
| 12 sierpnia 2001 | AA Ponte Preta - Botafogo FR 3:1 Washington Cerqueira 16, Leonardo 71s, Alex 90 - Denis 80        |
| 12 sierpnia 2001 | Fluminense FC - EC Vitória 1:1 Yan 12 - Váldson 85                                                |
| 12 sierpnia 2001 | Atlético Mineiro - Guarani FC 3:0 Gilberto Silva 13, Ramón Menezes 24, Marques 41                 |
| 12 sierpnia 2001 | SC Internacional - SE Gama 2:0 Luís Cláudio 49, 76                                                |
| 12 sierpnia 2001 | Sport Recife - Grêmio Porto Alegre 2:1 Marcelo Passos 20, 66k - Luiz Mário 67                     |
| 12 sierpnia 2001 | EC Bahia - Portuguesa 2:1 Nonato 12, Jean 85 - Lúcio 41                                           |
| 12 sierpnia 2001 | Goiás EC - São Caetano 0:0                                                                        |
| 12 sierpnia 2001 | Santos FC - Coritiba FBC 2:0 Robert 15k, 66                                                       |
| 12 sierpnia 2001 | SE Palmeiras - América Mineiro 3:1 Pedrinho 14, Fábio Júnior 86, Lopes 88 - Fabrício 17           |

### Kolejka 5
| Data             | Mecz                                                                                           |
| ---------------- | ---------------------------------------------------------------------------------------------- |
| 15 sierpnia 2001 | CR Flamengo - Sport Recife 2:1 Beto 15, Reinaldo Oliveira 42 - Edu Manga 45                    |
| 15 sierpnia 2001 | Corinthians Paulista - EC Juventude 0:0                                                        |
| 15 sierpnia 2001 | Cruzeiro EC - América Mineiro 0:3 Tucho 12, Somália 62, Ricardo 73                             |
| 15 sierpnia 2001 | Paraná Clube - AA Ponte Preta 1:2 Maurílio 35 - Fabinho 52, Washington Cerqueira 76            |
| 15 sierpnia 2001 | Santa Cruz FC - SE Palmeiras 3:2 Luizinho Vieira 29, Jorge Luiz 50, 87 - Lopes 34, Rovílson 64 |
| 15 sierpnia 2001 | EC Vitória - CR Vasco da Gama 1:0 Xavier 53                                                    |
| 15 sierpnia 2001 | São Caetano - Fluminense FC 1:1 Magrăo 5 - Paulo César 45                                      |
| 16 sierpnia 2001 | SC Internacional - EC Bahia 2:0 Fábio Luciano 17, Jackson 32                                   |
| 16 sierpnia 2001 | Botafogo FR - Goiás EC 0:1 Araújo 37                                                           |
| 16 sierpnia 2001 | Portuguesa - Coritiba FBC 1:0 Thiago Silva 36                                                  |
| 16 sierpnia 2001 | Athletico Paranaense - Atlético Mineiro 1:0 Ilan 64                                            |
| 16 sierpnia 2001 | Guarani FC - São Paulo 1:2 Fernando Fumagalli 15 - Kaká 53, Reinaldo 59                        |
| 16 sierpnia 2001 | Botafogo Ribeirão Preto - Santos FC 0:1 Elano 65                                               |
| 16 sierpnia 2001 | SE Gama - Grêmio Porto Alegre 2:1 Anderson Barbosa 30, Reinaldo 88 - Marinho 12                |

### Kolejka 6
| Data             | Mecz |
| ---------------- | --- |
| 18 sierpnia 2001 | CR Vasco da Gama - Santa Cruz FC 1:1 Euller 46 - Luzinho Vieira 61                                        |
| 18 sierpnia 2001 | SE Palmeiras - Paraná Clube 3:1 Fábio Júnior 24k, Lopes 33, Darío Muńoz 56 - Lúcio Flávio 66k             |
| 18 sierpnia 2001 | América Mineiro - São Caetano 0:1 Anaílson 57                                                             |
| 19 sierpnia 2001 | Sport Recife - Corinthians Paulista 2:1 Júnior Amorim 35, Edu Manga 57 - Gil 1                            |
| 19 sierpnia 2001 | EC Bahia - CR Flamengo 0:2 Reinaldo 28, Edílson 72                                                        |
| 19 sierpnia 2001 | Fluminense FC - SE Gama 4:3 Roni 33, 52, Yan 58, Agnaldo Pereira 68 - Ânderson 57, Gérson 61, Lindomar 71 |
| 19 sierpnia 2001 | São Paulo - Athletico Paranaense 2:1 Lino 5, Kaká 21 - Kléber 83                                          |
| 19 sierpnia 2001 | Atlético Mineiro - Botafogo Ribeirão Preto 2:0 Guilherme 35, Marques 41                                   |
| 19 sierpnia 2001 | Coritiba FBC - Cruzeiro EC 3:2 Edmílson 49, 61, Messias 55 - Alex 19, Joăo Carlos 69                      |
| 19 sierpnia 2001 | Grêmio Porto Alegre - EC Vitória 0:0                                                                      |
| 19 sierpnia 2001 | AA Ponte Preta - Portuguesa 2:1 Washington Cerqueira 15k, Rodrigo Costa 74 - Lúcio 85                     |
| 19 sierpnia 2001 | Goiás EC - SC Internacional 0:1 Juca 56                                                                   |
| 19 sierpnia 2001 | Santos FC - Botafogo FR 0:0                                                                               |
| 19 sierpnia 2001 | EC Juventude - Guarani FC 1:0 Leonardo Manzi 90+3                                                         |

### Kolejka 7
| Data             | Mecz                                                                                                 |
| ---------------- | --- |
| 25 sierpnia 2001 | Fluminense FC - Santa Cruz FC 3:2 Paulăo 8s, Roni 30, Paulo César 38 - Evando 51, Luizinho Vieira 73 |
| 25 sierpnia 2001 | SE Palmeiras - Goiás EC 3:2 Arce 44, Pedrinho 64, Tuta 81 - Araújo 71, 80                            |
| 25 sierpnia 2001 | Paraná Clube - Portuguesa 0:1 Lúcio 82                                                               |
| 26 sierpnia 2001 | EC Bahia - Corinthians Paulista 1:0 Jefferson 43                                                     |
| 26 sierpnia 2001 | Botafogo Ribeirão Preto - CR Flamengo 1:0 Anderson 10                                                |
| 26 sierpnia 2001 | CR Vasco da Gama - Athletico Paranaense 4:0 Euller 46, 76k, Juninho Paulista 86, Fabiano Eller 88    |
| 26 sierpnia 2001 | São Paulo - AA Ponte Preta 4:0 Kaká 13, 66, Luís Fabiano 29, França 77                               |
| 26 sierpnia 2001 | Atlético Mineiro - EC Vitória 3:0 Ramon Menezes 10, Alexandre 69, Baiano 71                          |
| 26 sierpnia 2001 | Coritiba FBC - São Caetano 1:1 Enílton 14 - Magrăo 82                                                |
| 26 sierpnia 2001 | Grêmio Porto Alegre - América Mineiro 3:1 Ânderson Lima 21, Zinho 66, 90+1 - Rui 54                  |
| 26 sierpnia 2001 | Sport Recife - Cruzeiro EC 0:1 Ricardinho 71                                                         |
| 26 sierpnia 2001 | Guarani FC - SC Internacional 2:2 Eduardo Marques 16, Élder 54 - Leandro Machado 27, 30              |
| 26 sierpnia 2001 | SE Gama - Botafogo FR 0:0                                                                            |
| 26 sierpnia 2001 | Santos FC - EC Juventude 2:2 Vágner 2, Valdir 72 - Fernando 12, Leonardo Manzi 88                    |

### Kolejka 8
| Data             | Mecz |
| ---------------- | --- |
| 29 sierpnia 2001 | Corinthians Paulista - SE Gama 2:2 Gil 62, Ricardinho 67k - Palhinha 78, Romualdo 81                                  |
| 29 sierpnia 2001 | América Mineiro - CR Vasco da Gama 1:1 Ricardo 27 - Euller 83                                                         |
| 29 sierpnia 2001 | Athletico Paranaense - Santos FC 1:1 Daniel 85 - Viola 90+2                                                           |
| 29 sierpnia 2001 | SC Internacional - Botafogo Ribeirão Preto 2:0 Leandro Machado 7, Jackson 37                                          |
| 29 sierpnia 2001 | Santa Cruz FC - Atlético Mineiro 1:1 Donizete 60 - Marques 65                                                         |
| 29 sierpnia 2001 | EC Vitória - SE Palmeiras 1:3 Allann Delon 46 - Tuta 25, 71, Lopes 63                                                 |
| 29 sierpnia 2001 | AA Ponte Preta - Grêmio Porto Alegre 3:2 Macedo 20, Piá 63k, Washington Cerqueira 80 - Rodrigo Gral 53, Luiz Mário 89 |
| 29 sierpnia 2001 | Goiás EC - Fluminense FC 2:0 Itamar 27, Araújo 88                                                                     |
| 29 sierpnia 2001 | São Caetano - Paraná Clube 4:1 Bechara 1, Serginho 48, Sandro Gaúcho 81, Marlon 87 - Maurílio 50                      |
| 29 sierpnia 2001 | EC Juventude - São Paulo 3:3 Fernando 25, Michel 69, Leonardo Manzi 77 - França 64, 74, Luís Fabiano 64               |
| 29 sierpnia 2001 | Botafogo FR - Sport Recife 3:1 Rodrigo Almeida 24, 34, 44 - Edu Manga 27                                              |
| 30 sierpnia 2001 | CR Flamengo - Coritiba FBC 0:1 Evair 70k                                                                              |
| 30 sierpnia 2001 | Portuguesa - Guarani FC 1:2 Élson 39 - Fernando Fumagalli 3, Marcinho 67                                              |
| 30 sierpnia 2001 | Cruzeiro EC - EC Bahia 1:1 Leonardo 56 - Bebeto Campos 72                                                             |

### Kolejka 9
| Data            | Mecz |
| --------------- | --- |
| 1 września 2001 | Fluminense FC - EC Juventude 2:1 André Luiz 45+2, Roni 54 - Dauri 30                                                                                           |
| 1 września 2001 | SE Palmeiras - Athletico Paranaense 2:0 Lopes 15k, Fábio Júnior 89                                                                                             |
| 1 września 2001 | Paraná Clube - SC Internacional 3:0 André 7, Edílson 30, Maurílio 39                                                                                           |
| 1 września 2001 | Atlético Mineiro - Sport Recife 3:0 Marques 57, 87, Alexandre 82                                                                                               |
| 2 września 2001 | Santa Cruz FC - CR Flamengo 2:1 Luizinho Vieira 40, Joăozinho 67 - Edílson 21                                                                                  |
| 2 września 2001 | América Mineiro - Corinthians Paulista 4:4 Mirandinha 35, Somália 40, 52, Fabrício 55 - Batata 1, 23, Ricardinho 14, Gil 39                                    |
| 2 września 2001 | CR Vasco da Gama - Botafogo Ribeirão Preto 2:2 Bóvio 73, Bebeto 84 - Bell 60k, Paulinho 75                                                                     |
| 2 września 2001 | São Paulo - EC Bahia 0:1 Jean Elias 80 |
| 2 września 2001 | Coritiba FBC - Botafogo FR 2:3 Rincón 4, Evair 86k - Ronaldo 17, Taílson 46, 49                                                                                |
| 2 września 2001 | Grêmio Porto Alegre - Guarani FC 1:0 Anderson Polga 56 |
| 2 września 2001 | EC Vitória - Cruzeiro EC 2:2 Adriano 39, Allann Delon 86 - Oséas 54, Joăo Carlos 65                                                                            |
| 2 września 2001 | SE Gama - Portuguesa 0:1 Fabiano 74 |
| 2 września 2001 | Santos FC - Goiás EC 1:2 Robert 19k - Roni 11, Danilo 25 |
| 2 września 2001 | AA Ponte Preta - São Caetano 3:6 Washington Cerqueira 23, Marco Aurélio 59, Marquinhos 90 - Magrăo 15, Rodrigo Costa 44s, Müller 48, 63, 67, Márcio Griggio 86 |
| 6 września 2001 | CR Flamengo - Santos FC 2:0 Roma 31, Reinaldo 90+3 |
| 6 września 2001 | São Caetano - SE Palmeiras 1:0 Bechara 88k |

### Kolejka 10
| Data            | Mecz |
| --------------- | --- |
| 8 września 2001 | Botafogo FR - Paraná Clube 0:2 Lúcio Flávio 33, Tiago 72s                                               |
| 8 września 2001 | Corinthians Paulista - Coritiba FBC 3:2 Gil 2, Marcelo 16, Renato 86 - Evair 5k, Diego Rincón 89        |
| 8 września 2001 | Cruzeiro EC - Santa Cruz FC 4:1 Luisăo 31, Adriano 42, Leonardo 65, Edmundo 90+1 - Grafite 80           |
| 9 września 2001 | Athletico Paranaense - Fluminense FC 1:2 Rodriguinho 80 - André Luiz 30, Sidnei 81                      |
| 9 września 2001 | Goiás EC - São Paulo 2:3 Itamar 53, Bilu 84 - França 71, Leandro 73, 88                                 |
| 9 września 2001 | CR Flamengo - América Mineiro 1:1 Reinaldo Oliveira 42 - Rui 70                                         |
| 9 września 2001 | SC Internacional - AA Ponte Preta 2:2 Fernando Cardoso 43, Carlinhos 77 - Marquinhos 7, Elivélton 82k   |
| 9 września 2001 | Sport Recife - CR Vasco da Gama 3:3 Edu Manga 1, 25k, Bóvio 62k - Bóvio 16, Bebeto 24, Euller 85        |
| 9 września 2001 | EC Bahia - Atlético Mineiro 4:0 Nonato 39, 55, Preto 89, 90                                             |
| 9 września 2001 | Guarani FC - Santos FC 1:1 Élder 60 - Marceliho Carioca 57k                                             |
| 9 września 2001 | Botafogo Ribeirão Preto - SE Palmeiras 0:1 Tuta 33                                                      |
| 9 września 2001 | São Caetano - SE Gama 3:2 Sandro Gaúcho 60, 72, Bechara 71 - Palhinha 75, Lindomar 59k                  |
| 9 września 2001 | EC Juventude - Grêmio Porto Alegre 1:2 Leonardo Manzi 83 - Pedrinho 73, Rodrigo Mendes 88               |
| 9 września 2001 | Portuguesa - EC Vitória 3:2 Sandro Fonseca 57, Ricardo Oliveira 61, Alex Afonso 67 - Allann Delon 8, 76 |

### Kolejka 11
| Data             | Mecz                                                                                         |
| ---------------- | -------------------------------------------------------------------------------------------- |
| 15 września 2001 | Fluminense FC - AA Ponte Preta 2:0 Agnaldo 53, Roger Flores 60                               |
| 15 września 2001 | São Paulo - Paraná Clube 1:3 Luís Fabiano 68 - Ageu 6, 11, Flávio 46                         |
| 15 września 2001 | Guarani FC - Cruzeiro EC 2:0 Sinval 40, 57                                                   |
| 15 września 2001 | EC Vitória - SC Internacional 2:0 Allann Delon 70, 84                                        |
| 16 września 2001 | SE Palmeiras - Sport Recife 3:0 Leonardo 5, Pedrinho 60, Thiago Gentil 87                    |
| 16 września 2001 | Goiás EC - Corinthians Paulista 2:3 Edmílson 16, Araújo 34k - Ricardinho 59k, 81, Deivid 73  |
| 16 września 2001 | EC Juventude - CR Flamengo 1:1 Dauri 64 - Edílson 25                                         |
| 16 września 2001 | CR Vasco da Gama - EC Bahia 0:1 Marcos Vinícius 90+1                                         |
| 16 września 2001 | Atlético Mineiro - SE Gama 2:1 Kim 24, 43 - Lindomar 40                                      |
| 16 września 2001 | Athletico Paranaense - Portuguesa 3:1 Kléber 31k, 57, Alex Mineiro 90+2 - Ricardo Oliveira 5 |
| 16 września 2001 | Grêmio Porto Alegre - Coritiba FBC 2:0 Leandro 39, Rodrigo Mendes 46                         |
| 16 września 2001 | Santa Cruz FC - São Caetano 0:1 Adăozinho 50                                                 |
| 16 września 2001 | Botafogo Ribeirão Preto - Botafogo FR 0:2 Marko Ciurlizza 18, Rodrigo Almeida 88             |
| 16 września 2001 | Santos FC - América Mineiro 3:0 Viola 38, 63, Marcelinho Carioca 84                          |

### Kolejka 12
| Data             | Mecz |
| ---------------- | --- |
| 19 września 2001 | Botafogo FR - Guarani FC 0:2 Marcinho 68, Wolnei Caio 86                                                                                    |
| 19 września 2001 | Corinthians Paulista - Santa Cruz FC 2:2 Renato 28, Batata 34 - Souza 32, Renatinho 79                                                      |
| 19 września 2001 | Cruzeiro EC - Goiás EC 1:2 Cris 86k - Bilu 22, Edmílson 90+2k                                                                               |
| 19 września 2001 | Paraná Clube - CR Vasco da Gama 2:0 Lúcio Flávio 31, Ageu 63                                                                                |
| 19 września 2001 | SC Internacional - Athletico Paranaense 4:4 Wederson 31, 66, Luís Cláudio 55, Fábio Pinto 77 - Kléber 19k, Nem 49, Kléberson 70, Adauto 87  |
| 19 września 2001 | Sport Recife - Santos FC 0:2 Robert 29, Viola 64                                                                                            |
| 19 września 2001 | AA Ponte Preta - Atlético Mineiro 4:3 Piá 44, Humberto 62, Washington Cerqueira 67, Marco Aurélio 89 - Alexandre 15, Mineiro 23s, Álvaro 59 |
| 19 września 2001 | SE Gama - SE Palmeiras 1:1 Anderson 46, Javier Arce 23                                                                                      |
| 19 września 2001 | São Caetano - Botafogo Ribeirão Preto 0:1 Adiel 2                                                                                           |
| 20 września 2001 | EC Bahia - Grêmio Porto Alegre 1:1 Róbson 47 - Marinho 22                                                                                   |
| 20 września 2001 | CR Flamengo - EC Vitória 1:1 Dejan Petkovic 61 - Paulo Isidoro 34                                                                           |
| 20 września 2001 | Portuguesa - EC Juventude 1:2 Sílvio Criciúma 10 - Leonardo Manzi 57, Didi 86                                                               |
| 20 września 2001 | América Mineiro - Fluminense FC 1:0 Fabrício 56                                                                                             |
| 20 września 2001 | Coritiba FBC - São Paulo 0:1 Reinaldo 81 |

### Kolejka 13
| Data             | Mecz |
| ---------------- | --- |
| 22 września 2001 | CR Vasco da Gama - Goiás EC 2:1 Paulo César 64, Juninho Paulista 80 - Milton do Ó 41                               |
| 22 września 2001 | SE Palmeiras - AA Ponte Preta 0:2 Washington Cerqueira 32, 59                                                      |
| 22 września 2001 | SE Gama - Cruzeiro EC 1:1 Anderson 21, Cris 48                                                                     |
| 23 września 2001 | Athletico Paranaense - Corinthians Paulista 3:2 Kléber 22k, 62k, Souza 57 - Luciano Ratinho 59, Leandro Azevedo 68 |
| 23 września 2001 | Guarani FC - CR Flamengo 1:3 Sinval 53 - Alessandro 17, Reinaldo Oliveira 74, Dejan Petkovic 86                    |
| 23 września 2001 | Fluminense FC - Coritiba FBC 3:1 Miodrag Andjelkovic 15, Paulo César 33, Magno Alves 88 - Messias 90+1             |
| 23 września 2001 | São Paulo - América Mineiro 4:1 Luís Fabiano 11, França 26, Kaká 71, 75 - Somália 5                                |
| 23 września 2001 | Atlético Mineiro - Paraná Clube 4:0 Djair 4, Kim 20, Gilberto Silva 28, Marcelo Djian 33                           |
| 23 września 2001 | SC Internacional - Sport 2:0 Fabiano Souza 7, Silvinho 52                                                          |
| 23 września 2001 | Santa Cruz FC - Portuguesa 0:0                                                                                     |
| 23 września 2001 | EC Vitória - Botafogo FR 3:1 Allann Delon 29, 74, Fernando 42 - Tiago 13                                           |
| 23 września 2001 | Botafogo Ribeirão Preto - Grêmio Porto Alegre 1:2 Augusto 25 - Zinho 60, Leandro 69                                |
| 23 września 2001 | Santos FC - EC Bahia 5:1 Viola 3, 33, 42, Cléber 45, Russo 73 - Róbson 66k                                         |
| 23 września 2001 | EC Juventude - São Caetano 0:3 Magrăo 18k, 49, Anaílson 72                                                         |

### Kolejka 14
| Data                 | Mecz                                                                                 |
| -------------------- | ------------------------------------------------------------------------------------ |
| 29 września 2001     | Botafogo FR - Athletico Paranaense 1:3 Dodô 23 - Souza 36, Kléber 53, Adauto 85      |
| 29 września 2001     | Paraná Clube - Santos FC 1:0 Maurílio 77                                             |
| 29 września 2001     | Portuguesa - Botafogo Ribeirão Preto 1:0 Ricardo Oliveira 10                         |
| 29 września 2001     | América Mineiro - SC Internacional 0:2 Jackson 1, 62                                 |
| 30 września 2001     | CR Flamengo - SE Gama 1:2 Vampeta 63, Luís Fernando 17, Paulo Henrique 79            |
| 30 września 2001     | Corinthians Paulista - Guarani FC 0:3 Léo 75, 87, Sinval 83                          |
| 30 września 2001     | Cruzeiro EC - EC Juventude 3:0 Freddy Rincón 45k, Jorge Vágner 61, Ricardinho 70     |
| 30 września 2001     | Coritiba FBC - SE Palmeiras 4:1 Enílton 40, Edmílson 47, Evair 60, 76k - Pedrinho 81 |
| 30 września 2001     | EC Bahia - Fluminense FC 1:1 Nonato 22, Magno Alves 10                               |
| 30 września 2001     | AA Ponte Preta - CR Vasco da Gama 2:2 Macedo 59, Piá 77k - Fabiano Eller 15, 78      |
| 30 września 2001     | Sport Recife - São Paulo 1:0 Fabinho 81                                              |
| 30 września 2001     | Goiás EC - Atlético Mineiro 1:2 Bilu 34 - Marques 71, Cicinho 83                     |
| 30 września 2001     | São Caetano - EC Vitória 0:2 Paulo Isidoro 65, Gustavo Sand 90                       |
| 18 października 2001 | Grêmio Porto Alegre - Santa Cruz FC 1:0 Rubens Cardoso 83                            |

### Kolejka 15
| Data                | Mecz |
| ------------------- | --- |
| 2 października 2001 | Portuguesa - SC Internacional 3:0 Ricardo Oliveira 65, Lúcio 87, 89                                             |
| 2 października 2001 | Paraná Clube - América Mineiro 1:2 Márcio 9 - Somália 74, Tucho 79                                              |
| 3 października 2001 | CR Vasco da Gama - Cruzeiro EC 3:0 Romário 28k, 65, 83                                                          |
| 3 października 2001 | Corinthians Paulista - SE Palmeiras 4:2 Ângelo 2, Luizăo 13, Batata 27, Renato 80 - Javier Arce 31, Donizete 68 |
| 3 października 2001 | Atlético Mineiro - Botafogo FR 4:0 Marques 6, 70, 85, Ramon Menezes 25                                          |
| 3 października 2001 | Coritiba FBC - EC Juventude 1:1 Enilton 76 - Dauri 44                                                           |
| 3 października 2001 | Grêmio Porto Alegre - Fluminense FC 1:1 Tinga 56 - Miodrag Andjelković 2                                        |
| 3 października 2001 | Santa Cruz FC - Athletico Paranaense 1:5 Rôni 72 - Alessandro 34, Fabiano 52, Alex Mineiro 66, 78, Ilan 66      |
| 3 października 2001 | EC Vitória - Sport Recife 1:0 Fernando 80k                                                                      |
| 3 października 2001 | AA Ponte Preta - SE Gama 1:1 André Silva 31 - Reinaldo 21                                                       |
| 3 października 2001 | Botafogo Ribeirão Preto - Guarani FC 1:1 Bell 33k - Marcinho 64                                                 |
| 3 października 2001 | Goiás EC - EC Bahia 3:0 Alexandre Lopes 18, 65, Da Silva 88                                                     |
| 3 października 2001 | Santos FC - São Paulo 1:0 Viola 14k                                                                             |

### Kolejka 16
| Data                | Mecz                                                                                                   |
| ------------------- | --- |
| 6 października 2001 | CR Vasco da Gama - CR Flamengo 5:1 Gilberto 31, Romário 45, 59, 76, Euller 90 - Reinaldo 90+2          |
| 6 października 2001 | Corinthians Paulista - Portuguesa 3:1 Luizăo 21, 23, Leandro Azevedo 88 - Zezinho 58                   |
| 6 października 2001 | Botafogo FR - Fluminense FC 1:2 Artur 90+1 - Miodrag Andjelkovic 7, Paulo César 58                     |
| 6 października 2001 | São Paulo - SE Palmeiras 0:1 Tuta 73                                                                   |
| 6 października 2001 | Cruzeiro EC - Atlético Mineiro 2:2 Alex 56, 79k - Ramon Menezes 86, Marques 88                         |
| 6 października 2001 | América Mineiro - AA Ponte Preta 1:4 Tucho 63 - Marquinhos 15, Macedo 28, 68, Washington Cerqueira 37k |
| 6 października 2001 | Athletico Paranaense - Paraná Clube 1:1 Rogério Correa 15 - Lúcio Flávio 39                            |
| 6 października 2001 | Grêmio Porto Alegre - SC Internacional 1:0 Luiz Mário 27                                               |
| 6 października 2001 | Sport Recife - Coritiba FBC 1:1 Tinho 18 - Juliano 25k                                                 |
| 6 października 2001 | Guarani FC - Goiás EC 1:0 Fernando Fumagalli 50                                                        |
| 6 października 2001 | SE Gama - EC Vitória 1:1 Romualdo 15 - Fernando 87                                                     |
| 6 października 2001 | Santos FC - São Caetano 1:2 Viola 45k - Magrăo 15k, 18                                                 |
| 6 października 2001 | EC Juventude - Botafogo Ribeirão Preto 0:2 Adiel 43, Marcos Dener 90+2                                 |
| 6 października 2001 | EC Bahia - Santa Cruz FC 2:1 Marcos Vinícius 4, Nonato 40 - Grafite 11                                 |

### Kolejka 17
| Data                 | Mecz |
| -------------------- | --- |
| 9 października 2001  | América Mineiro - SE Gama 2:0 Somália 22, Índio 90+1                                                                      |
| 10 października 2001 | Botafogo FR - CR Flamengo 2:2 Marko Ciurlizza 42, Rodrigo Almeida 88k - André EC Bahia 18, Beto 68                        |
| 10 października 2001 | Cruzeiro EC - Corinthians Paulista 1:0 Joăo Carlos 22                                                                     |
| 10 października 2001 | Coritiba FBC - Botafogo Ribeirão Preto 0:0                                                                                |
| 10 października 2001 | SC Internacional - CR Vasco da Gama 2:0 Fabiano Souza 37, Luís Cláudio 42                                                 |
| 10 października 2001 | Santa Cruz FC - Paraná Clube 3:2 Everaldo 45+3, Grafite 61, Túlio 69 - Márcio 20, Ageu 49                                 |
| 10 października 2001 | EC Vitória - Guarani FC 4:1 Allann Delon 31, 38, Leandro 41, Adriano 90+1 - Fernando Fumagalli 89                         |
| 10 października 2001 | AA Ponte Preta - Athletico Paranaense 1:5 Washington Cerqueira 4k - Souza 11, 42, Alex Mineiro 15k, 52, Adriano Vieira 83 |
| 10 października 2001 | Goiás EC - Sport Recife 2:3 Araújo 35, Da Silva 55 - Ricardinho 25, 45, Júnior Amorim 46                                  |
| 10 października 2001 | São Caetano - Portuguesa 2:0 Mancini 90+1, Bechara 90+2                                                                   |
| 10 października 2001 | EC Juventude - EC Bahia 2:2 Didi 11, 25 - Róbson 6, Preto 34                                                              |
| 10 października 2001 | SE Palmeiras - Santos FC 2:1 Taddei 43, Edmílson 82 - Cléber 90                                                           |
| 11 października 2001 | São Paulo - Grêmio Porto Alegre 1:1 Júlio Baptista 6 - Leandro 23                                                         |
| 11 października 2001 | Fluminense FC - Atlético Mineiro 3:2 Magno Alves 6, Caio Decossau 79, Régis 90 - Gilberto Silva 39, Ramón 57              |

### Kolejka 18
| Data                 | Mecz                                                                                                  |
| -------------------- | --- |
| 13 października 2001 | CR Vasco da Gama - Botafogo FR 3:1 Romário 36, Tiago 60s, Rafael 79 - Denis 15                        |
| 13 października 2001 | Portuguesa - SE Palmeiras 2:0 Fabiano 13, Ricardo Oliveira 33                                         |
| 13 października 2001 | Paraná Clube - EC Vitória 2:1 Cris 58, Márcio 64 - Gustavo Sand 56                                    |
| 13 października 2001 | SE Gama - Santa Cruz FC 2:0 Robston 24, Nem 75                                                        |
| 14 października 2001 | Fluminense FC - São Paulo 1:1 André Luiz 62 - França 16                                               |
| 14 października 2001 | Corinthians Paulista - CR Flamengo 1:2 Ricardinho 7 - Reinaldo 49, Dejan Petković 55                  |
| 14 października 2001 | Atlético Mineiro - Santos FC 0:1 Galván 62                                                            |
| 14 października 2001 | Athletico Paranaense - América Mineiro 3:2 Souza 6, Rodriguinho 68, Adauto 79 - Tucho 13, Fabrício 54 |
| 14 października 2001 | Grêmio Porto Alegre - Cruzeiro EC 2:0 Luiz Mário 51, Rubens Cardoso 63                                |
| 14 października 2001 | Sport Recife - EC Juventude 1:1 Ricardinho 15 - Leonardo Manzi 90                                     |
| 14 października 2001 | EC Bahia - AA Ponte Preta 3:1 Ramos 30, Preto 45, Róbson 80 - Humberto 78, 85                         |
| 14 października 2001 | Guarani FC - Coritiba FBC 1:0 Léo 53                                                                  |
| 14 października 2001 | Botafogo Ribeirão Preto - Goiás EC 0:0                                                                |
| 14 października 2001 | São Caetano - SC Internacional 3:1 Esquerdinha 12, Adăozinho 42, Anaílson 83 - Juca 18                |

### Kolejka 19
| Data                 | Mecz                                                                                                 |
| -------------------- | --- |
| 20 października 2001 | CR Vasco da Gama - São Caetano 1:2 Juninho Paulista 12 - Magrăo 47, Daniel 75                        |
| 20 października 2001 | América Mineiro - Botafogo Ribeirão Preto 2:2 Fabrício 47, Alessandro 68 - Adiel 3, Marcos Denner 71 |
| 21 października 2001 | São Paulo - Portuguesa 1:0 França 4                                                                  |
| 21 października 2001 | Corinthians Paulista - Grêmio Porto Alegre 1:2 Luizăo 22 - Luiz Mário 20, Cláudio 60                 |
| 21 października 2001 | Cruzeiro EC - Fluminense FC 1:0 Juciê 13                                                             |
| 21 października 2001 | Coritiba FBC - Athletico Paranaense 0:0                                                              |
| 21 października 2001 | SC Internacional - Botafogo FR 2:2 Fábio Pinto 37, Leandrăo 79 - Dênis 24, Taílson 90+1              |
| 21 października 2001 | Sport Recife - Santa Cruz FC 1:2 Fabinho 23 - Luizinho Vieira 51k, Grafite 74                        |
| 21 października 2001 | EC Vitória - EC Bahia 1:1 Váldson 4 - Nonato 54                                                      |
| 21 października 2001 | AA Ponte Preta - Guarani FC 1:1 Macedo 27 - Sangaletti 29                                            |
| 21 października 2001 | Goiás EC - SE Gama 2:0 Itamar 24, Edmílson 75                                                        |
| 21 października 2001 | EC Juventude - Paraná Clube 1:1 Ranielli 55 - Márcio 9                                               |
| 21 października 2001 | CR Flamengo - Atlético Mineiro 1:2 Dejan Petkovic 89 - Guilherme 71, Edgar 90+2                      |

### Kolejka 20
| Data                 | Mecz                                                                                  |
| -------------------- | ------------------------------------------------------------------------------------- |
| 27 października 2001 | São Paulo - São Caetano 0:0                                                           |
| 27 października 2001 | Paraná Clube - Sport Recife 0:1 Cléber 69                                             |
| 28 października 2001 | Grêmio Porto Alegre - CR Flamengo 2:0 Luiz Mário 20, Cláudio 44                       |
| 28 października 2001 | Santos FC - Corinthians Paulista 0:2 Luizăo 65k, Galván 90+2s                         |
| 28 października 2001 | Botafogo FR - Cruzeiro EC 3:0 Artur 5, Andrei Frescarelli 22, Leonardo Inácio 37      |
| 28 października 2001 | CR Vasco da Gama - Fluminense FC 2:2 Romário 22, 51 - Magno Alves 1, Régis 43         |
| 28 października 2001 | SE Palmeiras - SC Internacional 1:2 Javier Arce 64 - Daniel Carvalho 15, Jackson 90+4 |
| 28 października 2001 | Atlético Mineiro - Portuguesa 1:0 Guilherme 90                                        |
| 28 października 2001 | Coritiba FBC - SE Gama 1:0 Messias 86                                                 |
| 28 października 2001 | Santa Cruz FC - AA Ponte Preta 1:3 Evandro 79 - Macedo 35, 67, Marquinhos 61          |
| 28 października 2001 | EC Vitória - América Mineiro 1:0 Fernando 90+5k                                       |
| 28 października 2001 | Guarani FC - EC Bahia 2:1 Henrique 69, Sinval 71 - Marcos Vinícius 75                 |
| 28 października 2001 | Botafogo Ribeirão Preto - Athletico Paranaense 0:2 Ilan 49, Adauto 60                 |
| 28 października 2001 | Goiás EC - EC Juventude 2:1 Danilo 15, Edmílson 57k - Dauri 45k                       |

### Kolejka 21
| Data             | Mecz |
| ---------------- | --- |
| 2 listopada 2001 | CR Flamengo - Fluminense FC 0:1 Roger Flores 50                                                                                     |
| 2 listopada 2001 | São Paulo - Corinthians Paulista 1:1 Kaká 60 - Deivid 86                                                                            |
| 2 listopada 2001 | América Mineiro - Coritiba FBC 1:2 Somália 70 - Juliano 44k, Liedson 45                                                             |
| 2 listopada 2001 | SE Gama - Paraná Clube 3:2 Mauro 49, Lindomar 89k, Romualdo 90 - Márcio 9, Lúcio Flávio 30                                          |
| 4 listopada 2001 | Botafogo FR - SE Palmeiras 3:1 Ronaldo 14, Dodô 44, Leonardo 90+3 - Galeano 62                                                      |
| 4 listopada 2001 | Portuguesa - CR Vasco da Gama 5:4 Ricardo Oliveira 17, 22, 30, Elvis 55, Élson 90+1 - Romário 40, 72, Thiago Silva 71s, Gilberto 87 |
| 4 listopada 2001 | Cruzeiro EC - São Caetano 1:0 Adriano Chuva 22                                                                                      |
| 4 listopada 2001 | Athletico Paranaense - Goiás EC 2:1 Kléber 6k, Souza 90 - Zé Carlos 90+2                                                            |
| 4 listopada 2001 | SC Internacional - Atlético Mineiro 1:0 Leonardo 90                                                                                 |
| 4 listopada 2001 | Sport Recife - Guarani FC 0:1 Fernando Fumagalli 10                                                                                 |
| 4 listopada 2001 | EC Bahia - Botafogo Ribeirão Preto 1:0 Róbson 22                                                                                    |
| 4 listopada 2001 | AA Ponte Preta - EC Vitória 5:2 Washington Cerqueira 10, 39, 71, 90, Macedo 43; Gustavo Sand 57, Adriano 72                         |
| 4 listopada 2001 | EC Juventude - Santa Cruz FC 2:0 Dauri 2, Leonardo Manzi 72                                                                         |
| 4 listopada 2001 | Santos FC - Grêmio Porto Alegre 4:2 Marcelinho Carioca 9, 33, Viola 20, Canindé 33 - Luiz Mário 34, Fábio de los Santos 67          |

### Kolejka 22
| Data             | Mecz |
| ---------------- | --- |
| 7 listopada 2001 | Botafogo FR - Grêmio Porto Alegre 1:3 Daniel 89 - Émerson 49, Luiz Mário 62, Zinho 69                                        |
| 7 listopada 2001 | SE Palmeiras - Fluminense FC 2:6 Darío Muńoz 2, Pedrinho 81 - Roger Flores 16, 45+3k, Sidney 18, Magno Alves 20, 73, Roni 29 |
| 7 listopada 2001 | América Mineiro - Sport Recife 3:1 Thiago 32, Alessandro 71, Tucho 79 - Fabinho 51                                           |
| 7 listopada 2001 | Athletico Paranaense - EC Bahia 6:3 Kléber 27, 77, 85, Alex Mineiro 39, Adauto 83 - Jean 43, Ramos 60, Preto 76k             |
| 7 listopada 2001 | SC Internacional - São Paulo 1:4 Silvinho 19 - França 17, 47, Luís Fabiano 55, Gustavo Nery 78                               |
| 7 listopada 2001 | SE Gama - Guarani FC 5:0 Romualdo 6, Mauro 10, 21, 31, Lindomar 17                                                           |
| 7 listopada 2001 | EC Vitória - EC Juventude 0:0                                                                                                |
| 8 listopada 2001 | Cruzeiro EC - CR Flamengo 0:1 Roma 81                                                                                        |
| 8 listopada 2001 | CR Vasco da Gama - Corinthians Paulista 1:0 Jamir 79                                                                         |
| 8 listopada 2001 | Portuguesa - Santos FC 0:0                                                                                                   |
| 8 listopada 2001 | Paraná Clube - Coritiba FBC 1:1 Márcio 14 - Piccoli 70                                                                       |
| 8 listopada 2001 | Santa Cruz FC - Goiás EC 3:2 Luizinho Vieira 38, 49, 76 - Zé Carlos 27, Edmílson 75                                          |
| 8 listopada 2001 | AA Ponte Preta - Botafogo Ribeirão Preto 3:3 Washington Cerqueira 70, 75k, 90k - Marcos Denner 37, 39, Bell 88               |
| 8 listopada 2001 | São Caetano - Atlético Mineiro 5:2 Serginho 17, Márcio Griggio 30, Anaílson 56, Esquerdinha 81, 86 - Guilherme 24, Valdo 45  |

### Kolejka 23
| Data              | Mecz                                                                                          |
| ----------------- | --------------------------------------------------------------------------------------------- |
| 10 listopada 2001 | Fluminense FC - SC Internacional 0:1 Luís Cláudio 33                                          |
| 10 listopada 2001 | São Paulo - Botafogo FR 3:1 Luís Fabiano 36, 64, Reginaldo Araújo 45 - Dodô 90k               |
| 10 listopada 2001 | EC Juventude - Athletico Paranaense 2:0 Juliano 37, Dauri 81                                  |
| 10 listopada 2001 | Sport Recife - SE Gama 1:2 Ricardinho 45 - Nei 62, Lindomar 78k                               |
| 11 listopada 2001 | CR Flamengo - Portuguesa 0:2 Ricardo Oliveira 52, 90                                          |
| 11 listopada 2001 | Corinthians Paulista - São Caetano 0:1 Adăozinho 10                                           |
| 11 listopada 2001 | Coritiba FBC - EC Vitória 2:0 Liedson 32, Juliano 87                                          |
| 11 listopada 2001 | Grêmio Porto Alegre - SE Palmeiras 3:0 Rodrigo Fabri 12, 20, Fábio de los Santos 81           |
| 11 listopada 2001 | EC Bahia - Paraná Clube 3:0 Róbson 3, 44, 50k                                                 |
| 11 listopada 2001 | Guarani FC - América Mineiro 0:2 Wellington Paulo 21, 30                                      |
| 11 listopada 2001 | Botafogo Ribeirão Preto - Santa Cruz FC 1:0 Marcos Denner 78                                  |
| 11 listopada 2001 | Goiás EC - AA Ponte Preta 2:1 Itamar 30, Danilo 90+2k - Humberto 13                           |
| 11 listopada 2001 | Atlético Mineiro - CR Vasco da Gama 2:1 Gulherme 13, 52 - Ely Thadeu 5                        |
| 11 listopada 2001 | Santos FC - Cruzeiro EC 4:2 Viola 25, 60, Marcelinho Carioca 29, Elano 76 - Alex 24, Oséas 86 |

### Kolejka 24
| Data              | Mecz |
| ----------------- | --- |
| 13 listopada 2001 | Athletico Paranaense - Sport Recife 2:1 Kléber 29, 77k - Marcelo Passos 16                                 |
| 15 listopada 2001 | CR Vasco da Gama - Grêmio Porto Alegre 2:0 Romário 37, Léo Lima 50                                         |
| 15 listopada 2001 | Portuguesa - Cruzeiro EC 1:3 Ricardo Oliveira 20 - Jorge Wagner 5, 80, Oséas 15                            |
| 15 listopada 2001 | Botafogo FR - Corinthians Paulista 2:4 Dodô 20, 72 - Vlad Petkovic 28s, Rogério 37, Batata 50, Fabrício 86 |
| 15 listopada 2001 | São Paulo - CR Flamengo 3:1 França 10, Luís Fabiano 35, 73 - Anderson 34                                   |
| 15 listopada 2001 | Atlético Mineiro - SE Palmeiras 2:1 Marques 77, Alexandre 90+2 - Flávio 4                                  |
| 15 listopada 2001 | Paraná Clube - Fluminense FC 0:1 Régis 58                                                                  |
| 15 listopada 2001 | SC Internacional - Santos FC 3:0 Luís Cláudio 21, Carlinhos 79k, Jackson 90+2                              |
| 15 listopada 2001 | Santa Cruz FC - América Mineiro 2:1 Grafite 7, Paulăo 84 - Fabrício 73                                     |
| 15 listopada 2001 | EC Bahia - SE Gama 2:1 Preto 25, Kena 75 - Lindomar 24k                                                    |
| 15 listopada 2001 | AA Ponte Preta - EC Juventude 1:0 Macedo 7                                                                 |
| 15 listopada 2001 | Botafogo Ribeirão Preto - EC Vitória 2:0 Gustavo 14, Marcos Denner 56                                      |
| 15 listopada 2001 | Goiás EC - Coritiba FBC 2:1 Da Silva 36, 81 - Liédson 63                                                   |
| 15 listopada 2001 | São Caetano - Guarani FC 2:0 Anaílson 3, Adăozinho 50k                                                     |

### Kolejka 25
| Data              | Mecz                                                                                         |
| ----------------- | -------------------------------------------------------------------------------------------- |
| 18 listopada 2001 | Fluminense FC - Portuguesa 0:0                                                               |
| 18 listopada 2001 | CR Flamengo - SC Internacional 1:0 Felipe Melo 68                                            |
| 18 listopada 2001 | SE Palmeiras - CR Vasco da Gama 1:3 Javier Arce 40 - Romário 66, 90+5k, Ely Thadeu 75        |
| 18 listopada 2001 | Corinthians Paulista - Atlético Mineiro 2:2 Fernando Baiano 62, 70 - Guilherme 57k, 72       |
| 18 listopada 2001 | Cruzeiro EC - São Paulo 1:4 Cris 64 - Kaká 23, Adriano Gerlin 29, França 36, Luís Fabiano 70 |
| 18 listopada 2001 | América Mineiro - EC Bahia 1:2 Fabrício 38 - Róbson 28k, 56                                  |
| 18 listopada 2001 | Coritiba FBC - Santa Cruz FC 1:0 Liédson 42                                                  |
| 18 listopada 2001 | Grêmio Porto Alegre - São Caetano 1:2 Cláudio 64 - Serginho 4, Anaílson 32                   |
| 18 listopada 2001 | Sport Recife - Botafogo Ribeirão Preto 1:2 Júnior Amorim 3 - Marcos Denner 44, Birinha 47    |
| 18 listopada 2001 | EC Vitória - Goiás EC 1:0 Gustavo Sand 52                                                    |
| 18 listopada 2001 | Guarani FC - Paraná Clube 1:0 Sinval 75                                                      |
| 18 listopada 2001 | SE Gama - Athletico Paranaense 4:1 Gérson 33, Lindomar 54k, 67, Reinaldo 78 - Daniel 22      |
| 18 listopada 2001 | Santos FC - AA Ponte Preta 1:2 Russo 17 - Washington Cerqueira 40k, Adrianinho 85            |
| 18 listopada 2001 | EC Juventude - Botafogo FR 1:3 Márcio Pereira 19 - Artur 15, Dodô 29k, Rodrigo Almeida 58    |

### Kolejka 26
| Data              | Mecz |
| ----------------- | --- |
| 24 listopada 2001 | Fluminense FC - Santos FC 2:1 André Luiz 2, 74 - Cléber 71                                                    |
| 24 listopada 2001 | Portuguesa - Botafogo FR 2:1 Thiago Silva 17, Ricardo Oliveira 45+1 - Almir 32                                |
| 24 listopada 2001 | EC Bahia - Coritiba FBC 1:1 Preto 30 - Liédson 20                                                             |
| 25 listopada 2001 | SC Internacional - Corinthians Paulista 0:2 Fernando Baiano 51, Renato 69                                     |
| 25 listopada 2001 | São Caetano - CR Flamengo 2:0 Anaílson 40, Müller 78                                                          |
| 25 listopada 2001 | CR Vasco da Gama - São Paulo 7:1 Gilberto 19, Euller 37, Romário 48, 67, 71, Léo Lima 69, Dedé 79 - França 90 |
| 25 listopada 2001 | SE Palmeiras - Cruzeiro EC 2:1 Lopes 50, Alexandre 61 - Jorge Wagner 57k                                      |
| 25 listopada 2001 | Atlético Mineiro - Grêmio Porto Alegre 2:0 Ramón Menezes 48, Marques 90                                       |
| 25 listopada 2001 | Athletico Paranaense - Guarani FC 2:2 Kléber 60k, Rogério Correa 90+2 - Léo 42, Wilson 85                     |
| 25 listopada 2001 | Santa Cruz FC - EC Vitória 1:1 Luizinho Vieira 17 - Dejan Osmanovic 2                                         |
| 25 listopada 2001 | AA Ponte Preta - Sport Recife 2:1 Piá 26, Adrianinho 88 - Júnior Amorim 5                                     |
| 25 listopada 2001 | Botafogo Ribeirão Preto - Paraná Clube 0:2 Xandăo 63, Márcio 69                                               |
| 25 listopada 2001 | Goiás EC - América Mineiro 3:0 Araújo 25, Da Silva 64, Tiago 81                                               |
| 25 listopada 2001 | EC Juventude - SE Gama 2:1 Ranielli 81, Marcos Sena 90+1 - Lindomar 58                                        |

### Kolejka 27
| Data           | Mecz |
| -------------- | --- |
| 1 grudnia 2001 | Botafogo FR - São Caetano 2:4 Júnior 19, Leonardo Inácio 82k - Bechara 14, Magrăo 44, 61, Vinícius 47                 |
| 2 grudnia 2001 | CR Flamengo - SE Palmeiras 2:0 Juan 33, Roma 48                                                                       |
| 2 grudnia 2001 | Corinthians Paulista - Fluminense FC 1:2 Gil 28 - Fernando Diniz 60, Alex 90+1                                        |
| 2 grudnia 2001 | São Paulo - Atlético Mineiro 3:0 Adriano Gerlin 17, Kaká 33, Júlio Baptista 82                                        |
| 2 grudnia 2001 | Cruzeiro EC - SC Internacional 4:2 Adriano Chuva 9, Leonardo 14, 30, 35 - Wederson 26, Jackson 39                     |
| 2 grudnia 2001 | América Mineiro - EC Juventude 1:1 Somália 65, Ranielli 86                                                            |
| 2 grudnia 2001 | Coritiba FBC - AA Ponte Preta 1:2 Ataliba 13 - Humberto 28, Marquinhos 90k                                            |
| 2 grudnia 2001 | Paraná Clube - Goiás EC 3:1 Márcio 54, 55, 90+3 - Túlio 83                                                            |
| 2 grudnia 2001 | Grêmio Porto Alegre - Portuguesa 3:1 Luiz Mário 9, Tinga 25, Fábio Baiano 44 - Ricardo Oliveira 79                    |
| 2 grudnia 2001 | Sport Recife - EC Bahia 0:1 Nonato 32                                                                                 |
| 2 grudnia 2001 | EC Vitória - Athletico Paranaense 2:4 Dejan Osmanovic 10, Vítor 90+1 - Marcos 1s, Adriano Vieira 25, 48, Kléberson 72 |
| 2 grudnia 2001 | Guarani FC - Santa Cruz FC 1:2 Sinval 72k - Luizinho Vieira 11, Batata 58                                             |
| 2 grudnia 2001 | SE Gama - Botafogo Ribeirão Preto 5:0 Anderson 2, 82, Lindomar 44, Mauro 45+2, Róbson 55                              |
| 2 grudnia 2001 | Santos FC - CR Vasco da Gama 2:2 Marcelo Silva 73, Válber 77 - Gilberto 32k, Dedé 69                                  |

### Tabela końcowa fazy ligowej sezonu 2001
| Poz | Klub                    | Mecze | Zw | Rem | Por | Pkt | BrZd | BrStr |
| --- | ----------------------- | ----- | -- | --- | --- | --- | ---- | ----- |
| 1   | São Caetano             | 27    | 18 | 5   | 4   | 59  | 48   | 25    |
| 2   | Athletico Paranaense    | 27    | 15 | 6   | 6   | 51  | 58   | 40    |
| 3   | Fluminense FC           | 27    | 14 | 9   | 4   | 51  | 44   | 29    |
| 4   | Atlético Mineiro        | 27    | 15 | 4   | 8   | 49  | 50   | 34    |
| 5   | Grêmio Porto Alegre     | 27    | 14 | 5   | 8   | 47  | 39   | 29    |
| 6   | AA Ponte Preta          | 27    | 13 | 8   | 6   | 47  | 53   | 48    |
| 7   | São Paulo               | 27    | 13 | 7   | 7   | 46  | 48   | 34    |
| 8   | EC Bahia                | 27    | 13 | 6   | 8   | 45  | 43   | 38    |
| 9   | SC Internacional        | 27    | 12 | 4   | 11  | 40  | 38   | 40    |
| 10  | Goiás EC                | 27    | 12 | 3   | 12  | 39  | 38   | 32    |
| 11  | CR Vasco da Gama        | 27    | 10 | 9   | 8   | 39  | 57   | 36    |
| 12  | SE Palmeiras            | 27    | 12 | 2   | 13  | 38  | 40   | 47    |
| 13  | Portuguesa              | 27    | 11 | 4   | 12  | 37  | 31   | 33    |
| 14  | Paraná Clube            | 27    | 11 | 3   | 13  | 36  | 35   | 37    |
| 15  | Santos FC               | 27    | 9  | 9   | 9   | 36  | 37   | 32    |
| 16  | EC Vitória              | 27    | 9  | 9   | 9   | 36  | 33   | 37    |
| 17  | Coritiba FBC            | 27    | 9  | 8   | 10  | 35  | 31   | 32    |
| 18  | Corinthians Paulista    | 27    | 9  | 7   | 11  | 34  | 46   | 45    |
| 19  | Guarani FC              | 27    | 9  | 6   | 12  | 33  | 29   | 45    |
| 20  | SE Gama                 | 27    | 8  | 9   | 10  | 33  | 40   | 34    |
| 21  | Cruzeiro EC             | 27    | 9  | 5   | 13  | 32  | 36   | 43    |
| 22  | EC Juventude            | 27    | 6  | 12  | 9   | 30  | 29   | 37    |
| 23  | Botafogo FR             | 27    | 8  | 5   | 14  | 29  | 41   | 51    |
| 24  | CR Flamengo             | 27    | 8  | 5   | 14  | 29  | 25   | 38    |
| 25  | Santa Cruz FC           | 27    | 7  | 6   | 14  | 27  | 31   | 50    |
| 26  | América Mineiro         | 27    | 6  | 7   | 14  | 25  | 32   | 46    |
| 27  | Botafogo Ribeirão Preto | 27    | 6  | 7   | 14  | 25  | 23   | 41    |
| 28  | Sport Recife            | 27    | 5  | 4   | 18  | 19  | 24   | 46    |

### 1/4 finału
| São Caetano - EC Bahia 0:0 (0:0, 0:0) - 05.12 2001 São Caetano awansował dzięki lepszej pozycji w końcowej tabeli fazy ligowej                           |
| Athletico Paranaense - São Paulo 2:1 (1:0) - 05.12 2001 1:0 Kléber 28, 1:1 Adriano Gerlin 67k, 2:1 Alex Mineiro 80                                       |
| Fluminense FC - AA Ponte Preta 3:2 (1:1, 1:0) - 05.12 2001 1:0 Caio Decossau 17, 1:1 Humberto 79, 2:1 Magno Alves 91, 2:2 Macedo 98, 3:2 Magno Alves 112 |
| Atlético Mineiro - Grêmio Porto Alegre 3:0 (0:0) - 05.12 2001 1:0 Guilherme 50k, 2:0 Marques 62, 3:0 Guilherme 82                                        |

### 1/2 finału
| São Caetano - Atlético Mineiro 2:1 (1:1) - 09.12 2001 0:1 Valdo 18, 1:1 Magrão 29, 2:1 Magrão 78                                                                  |
| Athletico Paranaense - Fluminense FC 3:2 (0:1) - 09.12 2001 0:1 Magno Alves 44, 1:1 Alex Mineiro 48, 2:1 Alex Mineiro 69, 2:2 Magno Alves 74, 3:2 Alex Mineiro 89 |

### Finał
Athletico Paranaense - São Caetano 4:2 i 1:0
| 16 grudnia 2001 Kurytyba Estádio Joaquim Américo (31 740) Athletico Paranaense - São Caetano 4:2 (1:1) Sędzia: Carlos Eugęnio Simon Bramki: 1:0 Ilan 4, 1:1 Mancini 31, 1:2 Marcos Paulo 53, 2:2 Alex Mineiro 55, 3:2 Alex Mineiro 79, 4:2 Alex Mineiro 90+2k Żółte kartki: Rogério Corrêa, Gustavo / Seginho, Marcos Paulo Clube Athletico Paranaense (trener GENINHO): FLÁVIO E.dos Santos - ROGÉRIO CORRÊA de Oliveira, NEM-Rinaldo F.de Lima, GUSTAVO Souza Caiche, ALESSANDRO da Conceiçăo Pinto, Thiago M.S. COCITO, Carlos ADRIANO S.Vieira, José KLÉBERSON Pereira, FABIANO de Lima Rodrigues (88 IGOR do Nascimento Soares), ALEX MINEIRO-A.Pereira Cardoso, ILAN Araújo Dall'Igna (68 José Ivanildo de SOUZA) AD São Caetano (trener JAIR PICERNI): SÍLVIO LUIZ de Oliveira de Paula - MANCINI-Alessandro F.Amantino, DANIEL da Silva, DININHO-Irondino Ferreira Neto, MARCOS PAULO Alves, SERGINHO-Paulo Sérgio O. Silva, Reinaldo Vicente SIMĂO, ESQUERDINHA-Rogério F. da Silva, ADĂOZINHO-José Amadeu Elvino, ANAÍLSON Brito Noletto (70 MÜLLER-Luís Antônio C.Costa), MAGRĂO-Giuliano Tadeu Aranda              |
| 23 grudnia 2001 São Caetano do Sul Estádio Anacletto Campanella (~20 000) São Caetano - Athletico Paranaense 0:1 (0:0) Sędzia: Carlos Eugênio Simon Bramki: 0:1 Alex Mineiro 66 Żółte kartki: Mancini, Simão, Esquerdinha / Nem, Rogério Corrêa, Adriano AD São Caetano (trener JAIR PICERNI): SÍLVIO LUIZ de Oliveira de Paula - MANCINI-Alessandro F.Amantino, DANIEL da Silva, DININHO-Irondino Ferreira Neto, MARCOS PAULO Alves (56 MÜLLER-Luís Antônio C.Costa), SERGINHO-Paulo Sérgio O. Silva (46 BECHARA), Reinaldo Vicente SIMĂO, ADĂOZINHO-José Amadeu Elvino, ESQUERDINHA-Rogério F. da Silva (72 MARLON da Silva Santos 72), ANAÍLSON Brito Noletto MAGRĂO-Giuliano Tadeu Aranda Clube Athletico Paranaense (trener GENINHO): FLÁVIO E.dos Santos - ROGÉRIO CORRÊA de Oliveira (71 IGOR do Nascimento Soares 71'), NEM-Rinaldo F.de Lima, GUSTAVO Souza Caiche, ALESSANDRO da Conceiçăo Pinto, Thiago M.S. COCITO (77 José Raimundo PIRES Reis), Carlos ADRIANO S.Vieira, José KLÉBERSON Pereira, FABIANO de Lima Rodrigues, KLÉBER Joăo Boás Pereira (83 José Ivanildo de SOUZA), ALEX MINEIRO-A.Pereira Cardoso |

Mistrzem Brazylii w roku 2001 został klub Athletico Paranaense, natomiast wicemistrzem Brazylii - klub São Caetano. Jako finaliści Athletico Paranaense i São Caetano zakwalifikowali się do Copa Libertadores 2002.

## Końcowa klasyfikacja sezonu 2001
| Poz | Klub                    | Mecze | Zw | Rem | Por | Pkt | BrZd | BrStr |
| --- | ----------------------- | ----- | -- | --- | --- | --- | ---- | ----- |
| 1   | Athletico Paranaense    | 31    | 19 | 6   | 6   | 63  | 68   | 45    |
| 2   | São Caetano             | 31    | 19 | 6   | 6   | 63  | 52   | 31    |
| 3   | Fluminense FC           | 29    | 15 | 9   | 5   | 54  | 49   | 34    |
| 4   | Atlético Mineiro        | 29    | 16 | 4   | 9   | 52  | 54   | 36    |
| 5   | Grêmio Porto Alegre     | 27    | 14 | 5   | 8   | 47  | 39   | 29    |
| 6   | AA Ponte Preta          | 27    | 13 | 8   | 6   | 47  | 53   | 48    |
| 7   | São Paulo               | 27    | 13 | 7   | 7   | 46  | 48   | 34    |
| 8   | EC Bahia                | 27    | 13 | 6   | 8   | 45  | 43   | 38    |
| 9   | SC Internacional        | 27    | 12 | 4   | 11  | 40  | 38   | 40    |
| 10  | Goiás EC                | 27    | 12 | 3   | 12  | 39  | 38   | 32    |
| 11  | CR Vasco da Gama        | 27    | 10 | 9   | 8   | 39  | 57   | 36    |
| 12  | SE Palmeiras            | 27    | 12 | 2   | 13  | 38  | 39   | 48    |
| 13  | Portuguesa              | 27    | 11 | 4   | 12  | 37  | 31   | 33    |
| 14  | Paraná Clube            | 27    | 11 | 3   | 13  | 36  | 35   | 37    |
| 15  | Santos FC               | 27    | 9  | 9   | 9   | 36  | 37   | 32    |
| 16  | EC Vitória              | 27    | 9  | 9   | 9   | 36  | 33   | 37    |
| 17  | Coritiba FBC            | 27    | 9  | 8   | 10  | 35  | 31   | 32    |
| 18  | Corinthians Paulista    | 27    | 9  | 7   | 11  | 34  | 46   | 45    |
| 19  | Guarani FC              | 27    | 9  | 6   | 12  | 33  | 29   | 45    |
| 20  | SE Gama                 | 27    | 8  | 9   | 10  | 33  | 40   | 34    |
| 21  | Cruzeiro EC             | 27    | 9  | 5   | 13  | 32  | 36   | 43    |
| 22  | EC Juventude            | 27    | 6  | 12  | 9   | 30  | 29   | 37    |
| 23  | Botafogo FR             | 27    | 8  | 5   | 14  | 29  | 41   | 51    |
| 24  | CR Flamengo             | 27    | 8  | 5   | 14  | 29  | 25   | 38    |
| 25  | Santa Cruz FC           | 27    | 7  | 6   | 14  | 27  | 31   | 50    |
| 26  | Botafogo Ribeirão Preto | 27    | 6  | 7   | 14  | 25  | 23   | 41    |
| 27  | América Mineiro         | 27    | 6  | 7   | 14  | 25  | 32   | 46    |
| 28  | Sport Recife            | 27    | 5  | 4   | 18  | 19  | 24   | 46    |

Brazylijskie kluby nie wzięły udziału w Copa Sudamericana 2002.